# Adam Weintrit
Adam Stanisław Weintrit (ur. 17 lipca 1961 w Siemianowicach Śląskich) – polski kapitan żeglugi wielkiej, profesor nauk technicznych, rektor Uniwersytetu Morskiego w Gdyni.

## Życiorys
Absolwent I Liceum Ogólnokształcącego w Siemianowicach Śląskich z roku 1980 i Wydziału Nawigacyjnego Wyższej Szkoły Morskiej z 1985. W 1987 ukończył Podyplomowe Studium Handlu Zagranicznego na Uniwersytecie Gdańskim. Doktoryzował się na Politechnice Warszawskiej w 1992, na podstawie pracy Koncepcja organizacji bazy danych elektronicznej mapy nawigacyjnej do planowania trajektorii statku (promotorem był Marcin Barlik). Tamże habilitował się na podstawie pracy Koncepcja automatycznej rejestracji pozycji statku z wykorzystaniem elektronicznej mapy nawigacyjnej. 13 czerwca 2016 otrzymał nominację profesorską (wręczoną 27 września).
Pracował jako oficer pokładowy na „Darze Młodzieży”, statkach handlowych PLO i armatorów zagranicznych. W 1999 uzyskał dyplom kapitański.
Od końca lat 80. XX wieku pracuje w Akademii Morskiej w Gdyni. Był kierownikiem Katedry Nawigacji oraz dziekanem Wydziału Nawigacyjnego. Do 2016 opublikował ponad 250 publikacji, w tym 16 książek. Jest członkiem wielu organizacji naukowych i zawodowych.
Odznaczony Krzyżem Kawalerskim Orderu Odrodzenia Polski, Brązowym, Srebrnym i Złotym Krzyżem Zasługi, Srebrnym Medalem za Długoletnią Służbę, Medalem Komisji Edukacji Narodowej, Brązowym Medalem „Za zasługi dla obronności kraju”, Złotym Krzyżem Honorowym Związku Piłsudczyków Rzeczypospolitej Polskiej oraz Brązową Odznaką „Zasłużony Pracownik Morza”.
21 maja 2020 został wybrany na rektora Uniwersytetu Morskiego w Gdyni.